# Hechen Shuiku
Hechen Shuiku är en reservoar i Kina. Den ligger i provinsen Henan, i den centrala delen av landet, omkring 120 kilometer sydväst om provinshuvudstaden Zhengzhou. Hechen Shuiku ligger 174 meter över havet. Arean är 0,67 kvadratkilometer. Trakten runt Hechen Shuiku består till största delen av jordbruksmark. Den sträcker sig 0,7 kilometer i nord-sydlig riktning, och 1,5 kilometer i öst-västlig riktning.
Genomsnittlig årsnederbörd är 834 millimeter. Den regnigaste månaden är september, med i genomsnitt 161 mm nederbörd, och den torraste är januari, med 4 mm nederbörd.